# Поле Хиггса
По́ле Хи́ггса, или хи́ггсовское по́ле, — поле, обеспечивающее спонтанное нарушение симметрии электрослабых взаимодействий благодаря нарушению симметрии вакуума, названо по имени разработчика его теории, британского физика Питера Хиггса. Квант этого поля — хиггсовская частица (хиггсовский бозон).
Наличие хиггсовского поля является неотъемлемой частью Стандартной модели (теории Вайнберга — Салама), объединившей слабое и электромагнитное взаимодействия. С помощью этого поля объясняется наличие инертной массы частиц-переносчиков слабого взаимодействия[уточнить] (W- и Z-бозоны) и отсутствие массы у частицы-переносчика сильного (глюон) и электромагнитного взаимодействия (фотон).
После открытия бозона Хиггса поле Хиггса некорректно стали называть пятым фундаментальным взаимодействием.
Вакуумное среднее равно 240 ГэВ.
Кварки разных поколений были бы неразличимы, если бы не поле Хиггса.

## Хиггсовский бозон
Хиггсовский бозон (или бозон Хиггса) — элементарная частица, которая играет важную роль в Стандартной модели физики частиц. Он был предсказан в 1964 году независимо друг от друга несколькими учеными, включая Питера Хиггса, в честь которого он и получил свое название.
Роль Хиггсовского бозона в строении мира заключается в том, что он даёт массу другим элементарным частицам. Без него эти частицы были бы безмассовыми, и мир, какой мы его знаем, был бы значительно иным.
Открытие Хиггсовского бозона было значимым достижением в физике, и его обнаружение было объявлено в 2012 году на Большом адронном коллайдере (БАК) в ЦЕРНе. Это подтвердило существование Хиггсовского поля, которое заполняет всё пространство и даёт частицам массу.
Если бы Хиггсовский бозон исчез, то все элементарные частицы оставались бы безмассовыми, что привело бы к кардинальным изменениям в законах физики и строении мира. Возможно, жизнь, как мы ее знаем, не могла бы существовать.

Предсказанные Стандартной моделью W- и Z-бозоны обладают параметрами, совпадающими с полученными экспериментально с очень высокой точностью. Но о массе хиггсовского бозона эта модель ничего не говорит, и для ответа на вопрос о массе хиггсовской частицы и связанных с ней параметрами хиггсовского поля необходимы экспериментальные исследования.
С появлением Большого адронного коллайдера, который в сентябре 2008 года был введён в строй в ЦЕРНе (Швейцария), были связаны надежды на обнаружение хиггсовского бозона. 4 июля 2012 года, на научном семинаре ЦЕРНа, проходившем в рамках научной конференции ICHEP 2012 в Мельбурне, были изложены предварительные результаты экспериментов ATLAS и CMS по поиску бозона Хиггса на LHC за первую половину 2012 года. Оба детектора наблюдали новую частицу с массой около 125—126 ГэВ/c² с уровнем статистической значимости 5 сигма. Предполагается что данная частица — бозон, при этом она — самый тяжёлый из когда-либо обнаруженных бозонов. На семинар были приглашены физики Франсуа Энглер, Карл Хаген, Питер Хиггс и Гуральник Джеральд, которые являются одними из «авторов» механизма Хиггса.
14 марта 2013 года отдельные исследователи из ЦЕРНа высказали уверенность, что найденная полугодом ранее частица действительно является бозоном Хиггса.